# Statue de saint Gildas (Mellionnec)
La statue de Saint Nicodème de la Chapelle Notre-Dame-de-la-Pitié à Mellionnec, une commune du département des Côtes-d'Armor dans la région Bretagne en France, est une statue de saint Gildas datant du XVIe siècle ou XVIIe siècle. La sculpture en bois peint a été inscrite monument historique au titre d'objet le 22 mars 1974.